# Gonomyia ocypete
Gonomyia ocypete är en tvåvingeart som beskrevs av Alexander 1948. Gonomyia ocypete ingår i släktet Gonomyia och familjen småharkrankar. Inga underarter finns listade i Catalogue of Life.